# Consistório Ordinário Público de 1901

## Cardeais Eleitores
| Nº                  | País               | Nome                                  | Idade              | Cargo                                          | Título ou Diaconia                                               |
| Cardeais eleitores  | Cardeais eleitores | Cardeais eleitores                    | Cardeais eleitores | Cardeais eleitores                             | Cardeais eleitores                                               |
| ------------------- | ------------------ | ------------------------------------- | ------------------ | ---------------------------------------------- | ---------------------------------------------------------------- |
| 1                   | Itália             | Donato Maria dell'Olio                | 53                 | Arcebispo de Benevento                         | Cardeal-presbítero de Santa Balbina                              |
| 2                   | Itália             | Sebastiano Martinelli, O.E.S.A.       | 52                 | Delegado Apostólico nos Estados Unidos         | Cardeal-presbítero de Santo Agostinho                            |
| 3                   | Itália             | Casimiro Gennari                      | 61                 | arcebispo titular de Lepanto                   | Cardeal-presbítero de São Marcelo                                |
| 4                   | Áustria            | Lev Skrbenský z Hříště                | 37                 | Arcebispo de Praga                             | Cardeal-presbítero de Santo Estêvão no Monte Celio               |
| 5                   | Itália             | Giulio Boschi                         | 63                 | Arcebispo de Ferrara                           | Cardeal-presbítero de São Lourenço em Panisperna                 |
| 6                   | Itália             | Agostino Gaetano Riboldi              | 62                 | Arcebispo de Ravena                            | Cardeal-presbítero de Santos Nereu e Aquileu                     |
| 7                   | Polónia            | Jan Maurycy Pawel Puzyna de Kosielsko | 58                 | Arcebispo de Cracóvia                          | Cardeal-presbítero de Santos Vital, Valéria, Gervásio e Protásio |
| 8                   | Itália             | Bartolomeo Bacilieri                  | 59                 | Bispo de Verona                                | Cardeal-presbítero de São Bartolomeu na Ilha Tiberina            |
| 9                   | Itália             | Luigi Tripepi                         | 64                 | Substituto da Secretaria de Estado             | Cardeal-diácono de Santa Maria em Domnica                        |
| 10                  | Itália             | Felice Cavagnis                       | 60                 | Secretário de Secretaria de Estado da Santa Sé | Cardeal-diácono de Santa Maria dos Mártires                      |
| Revelado In Pectore |                    |                                       |                    |                                                |                                                                  |
| 11                  | Itália             | Francesco Salesio Della Volpe         | 60                 | Secretário de Secretaria de Estado da Santa Sé | Cardeal-diácono de Santa Maria em Aquiro                         |
| 12                  | Itália             | Alessandro Sanminiatelli Zabarella    | 56                 | Prefeito da Câmara Apostólica                  | Cardeal-presbítero de Santos Marcelino e Pedro                   |

## Link Externo
- «Catholic Hierarchy» (em inglês)